# Ewa Lewańska
Ewa Lewańska (ur. 15 grudnia 1900 w Kruszwicy, zm. 1980) – polska malarka i poetka.

## Życiorys
Urodziła się jako czwarta córka Pawła Ryczki i Zofii (z domu Szpeka), zamożnego przedwojennego dzierżawcy jeziora Gopło. Jej rodzina prowadziła „dom otwarty” dla gości ze środowiska kultury i sztuki; odwiedzali ich m.in. Jan Kasprowicz, Stanisław Przybyszewski z żoną oraz Ludomir Różycki.
Naukę malarstwa pobierała u malarza Bolesława Lewańskiego, późniejszego męża. Z nim zamieszkała nad Gopłem, na Półwyspie Rzępowskim. Po ślubie Lewańska przestała malować, pracę wznowiła po śmierci męża w 1954 roku. Tematem jej twórczości były głównie nadgoplańskie pejzaże, przyroda, martwa natura i detale architektury. Tworzyła w oleju, pastelu, akwareli i temperze.
Jest patronką Przedszkola nr 3 w Kruszwicy.